# باتريك دان
باتريك دان (بالإنجليزية: Patrick James Dunn)‏ هو كاهن كاثوليكي بريطاني ونيوزيلندي، ولد في 5 فبراير 1950 في لندن في المملكة المتحدة.